# Petra de San José
Petra de San José (Valle de Abdalajís provincia de Málaga, 6 de diciembre de 1845-Barcelona, 16 de agosto de 1906) fue una religiosa española, fundadora de la Congregación Madres de Desamparados y San José de la Montaña e impulsora de la construcción del Real Santuario de San José de la Montaña en Barcelona. Fue beatificada por el papa Juan Pablo II el 16 de octubre de 1994.

## Legado
Beata Petra de San José fundó en vida ocho casas: Málaga, Ronda, Gibraltar, Martos, Andújar, Valencia, álora Vélez Barcelona y Arriate; todas ellas con hogares para huérfanas o residencias de ancianos.
Su devoción a San José inspiró el nacimiento de la Congregación Madres Desamparados y San José de la Montaña, la Asociación de San José de la Montaña en Barcelona (inicialmente llamada Pía Unión) y la Familia de San José en Málaga.
Su obra culminante fue la construcción del Real Santuario de San José de la Montaña en Barcelona.

## Familia
Ana Josefa Pérez Florido —conocida como Madre Petra de San José y más tarde, tras su beatificación, como Beata Petra de San José— nació en el valle de Abdalajís provincia de Málaga el 6 de diciembre de 1845. Hija de José Pérez Reyna y María Florido González, era la menor de cinco hermanos. La familia contaba con tierras, casa y un molino por lo que se puede definir como acomodada.
La madre de la beata muere cuando esta tiene 3 años. A partir de ese momento se encargará de su crianza su abuela paterna: Teresa Reyna.

## Adolescencia y juventud
En su adolescencia salía con un joven de la comarca, José Mir, según ella misma atestiguó en sus memorias. Pero cuando las familias empezaron a hablar de boda la futura beata Petra de San José rechazó esta idea. A la joven le fue fácil romper el compromiso ya que su “prometido” se posicionó políticamente contrario a la familia protectora de los Pérez Florido, los condes de los Corbos. Estos, según la beata Petra, le ofrecieron la posibilidad de casarse con otro joven, pero ella se negó.
Se retiró de la vida social, empezó a practicar la caridad de forma activa: por las noches, junto con su hermano Juan, repartía alimentos entre las familias menos favorecidas del valle y acudía reiteradamente a la iglesia.
Su padre le prohibió que se hiciera religiosa y entabló amistad con Josefita Muñoz, otra joven del valle que deseaba ser religiosa y a la que sus vecinos llamaban “la santa”.
La vida familiar se vio afectada por la inseguridad que existía en todo el país y el padre de la Beata que había sido alcalde de 1869 al 1870 tuvo que huir y dejar la casa durante una temporada, esto hizo que salvara la vida en la revuelta de los malagueños en marzo de 1873.
Después de estos hechos, su padre flexibilizó su posición respecto la vocación de Ana Josefa y le permitió dedicarse íntegramente a la caridad aunque siguió sin permitirle su consagración religiosa, según ella misma escribe en sus memorias.

## Primeros asilos
En 1873 alquiló una casa en la calle Alameda. Allí recogió a los ancianos desamparados del pueblo. A esta tarea se le agregó una prima: María de 18 años que falleció a los 7 meses de unirse a la Beata. El padre de María, al morir esta, realizó un donativo que les permitió comprar la primera casa, que estaba frente a la iglesia parroquial y que continúa llamándose la Casa de los pobres. Al acondicionar el nuevo hogar la Beata y Josefita se trasladaron a vivir con los ancianos que cuidaban. Josefita era enfermiza y Petra también tenía que ocuparse de ella. Pronto se les unió Francisquita Bravo Muñoz, futura madre Magdalena de San José, y posteriormente su hermana Isabel Bravo Muñoz.
El segundo asilo las cuatro jóvenes lo abrieron el 19 de marzo de 1877 en la población cercana de Álora, donde se instalaron en la calle Santa Ana n.º 10. Alquilaron la parte trasera de la casa que contaba con un pequeño patio, un cuarto en planta baja y una cámara con acceso. El padre de Ana Josefa  había fallecido el 11 de enero de ese año, lo que permitió que junto con Josefita se instalaran en el nuevo asilo, aunque esta no duró más de 15 días y fue sustituida por Isabel Bravo. Fueron acogidos, en un principio, 18 ancianos. En esa época se les unió Rafaela Conejo Giménez que llegaría a ser superiora general de la Congregación con el nombre de madre Trinidad de San José.

## La consagración religiosa.
En mayo de 1878,la joven Rafaela y Josefita  se trasladaron a Málaga, ya que el médico de la primera le había prescrito que tomara baños de mar. Allí entraron en contacto con las Hermanitas de los Pobres y otras religiosas, lo que reforzó sus deseos de consagrarse a Dios. 
Pidieron consejo al franciscano padre Mariano, director espiritual de Ana Josefa quien les aconsejó no unirse a las Hermanitas y  consultar con el obispo de la diócesis. Como este se encontraba ausente, fueron atendidas por su secretario que las encomendó a reunirse con el provisor Juan Nepomuceno Zegrí, que en aquellos momentos fundaba una congregación. 
Ana Josefa decidió obedecer y hacerse religiosa en la congregación que le habían recomendado; Josefita no dejó el valle y siguió en la Casa de los Pobres acompañada de Isabel Bravo, que era muy joven para ingresar como religiosa; Francisquita quiso acompañarla, pero sus hermanos, contrarios a que se hiciera religiosa, la obligaron a volver al valle en contra de su voluntad, algo habitual en aquella época.

### Novicia mercedaria
El 1 de noviembre de 1878 Ana Josefa tomó los hábitos de las Mercedarias, pero no aceptó la profesión, por lo que el provisor le ordenó regresar a Álora para seguir atendiendo a los ancianos junto con Rafaela, que ingresó en el convento mercedario de San Carlos, ocultándose de su familia que la reclamaba de vuelta.
Una vez que Ana Josefa recibió los derechos de la Casa de Álora de parte de Josefita, que renunció a ellos como cofundadora,  Josefa los cedió junto con los propios al provisor.
Su experiencia como gestora hizo que Zegrí la mantuviera como superiora de la casa de Álora aun siendo novicia.
El 24 de diciembre de 1878 sus antiguas compañeras Francisquita, Isabel y Rafaela lograron unirse nuevamente a ella tras presionar a sus respectivas familias. A pesar de que Ana les explicó a sus amigas que la congregación no le parecía bien organizada, ellas decidieron tomar los hábitos el día de Reyes de 1879.

### Hospital de Vélez
Ana con dos de sus compañeras y cuatro religiosas más fue destinada al hospital de Vélez, que fue regido por una junta de beneficencia hasta el 31 de enero de 1879, fecha en la que el ayuntamiento de la localidad traspasó su gestión al provisor Zegrí.
La situación del hospital era terrible: los pobres y enfermos dormían en el suelo en jergones de paja, la limpieza y los cuidados eran escasos. Las religiosas y novicias cedieron sus camas a los enfermos y se dedicaron a la limpieza y atención de los enfermos.
Ana estaba al frente del hospital y gestionaba los donativos que recibía. La congregación le impuso una obediencia, respecto a la cuestión económica, que le privaba de libertad de actuación. Contrariada por este hecho pidió consejo a su director, el padre Mariano, quien le aconsejó que dejara la congregación, lamentádose de habérsela recomendado. Ana pidió a su director permiso para consultar con otros sacerdotes a lo que este no se opuso. Los dos sacerdotes a los que consultó le contestaron de la misma manera; después de entrevistarse con el dr. Zegrí en varias ocasiones, el 23 de septiembre de 1879 se despojó del hábito. Zegrí trasladó a sus religiosas mercedarias al hospital de Álora, puesto que ahora le pertenecía. Una religiosa mercedaria se quedó con Ana.
Ana y sus compañeras siguieron trabajando en el hospital vestidas con traje seglar negro y cotilla de enfermeras.
El obispo Gómez-Salazar recibió noticias del caso y quiso entrevistarse con Ana, a quien le aconsejó que no ingresaran con sus compañeras en ninguna otra orden y que siguieran trabajando con los enfermos por un periodo de prueba de dos años.
Durante ese periodo, ampliaron el número de atendidos y recogieron a ancianos pobres, además de los enfermos que ya cuidaban. La mortalidad del hospital bajó. Estableció un horario de rezos, trabajo y silencio para ella y sus compañeras.

### Nace la Congregación Madres Desamparados
Antes que finalizaran los dos años de prueba, el obispo de Málaga recibió a Ana y a una de sus compañeras. Monseñor Gómez-Salazar las instó a que fundasen su propia congregación, sugiriéndoles que lo hicieran bajo la advocación de Nuestra Señora de los Desamparados y les dio la profesión juntamente con el hábito el 2 de febrero de 1881, tras diez días de ejercicios espirituales con el joven sacerdote Francisco Coca. 
Desde ese día Francisquita Bravo Muñoz será madre Magdalena de San José; Isabel Bravo Muñoz, madre Natividad de San José; Rafaela Conejo Jiménez, madre Trinidad de San José; la religiosa mercenaria, madre Visitación de San José; y Ana Josefa, que contaba con 35 años, madre Petra de San José. 
Al año siguiente de la profesión, desearon prepararse para renovar los votos haciendo ejercicios espirituales. Madre Petra quería se los diese un padre de la Compañía de Jesús. El superior de Málaga les envió al padre Pascual Barrado, quien  aconsejó a madre Petra, entre otras cosas, que fundara una Casa-Noviciado, ya que el hospital no era sitio para el silencio, el recogimiento y oración.

## La Congregación crece. Los primeros hogares.

### El noviciado de Málaga. La salida de Vélez
Con el empuje del padre Barrado y la ayuda del padre Coca encontraron una casa en Málaga que les cedió el matrimonio Huelin. Este costeó los gastos del culto a cambio de que tuvieran una escuela para los niños y niñas del barrio.
En Vélez pensaron que las 12 religiosas abandonaban el hospital y el alcalde del pueblo se vio obligado a intervenir. Ante el temor que dejaran de gestionar el hospital el ayuntamiento les impuso unas normas de aislamiento que no les permitía tener contacto con sus directores. Madre Petra consiguió pedir ayuda al obispo Gómez-Salazar y este le aconsejó imponer ella también unas condiciones y que marchara a Málaga.
El 8 de junio de 1882 las religiosas salieron de Vélez a escondidas por la noche. Los viajeros eran siete, incluyendo a madre Petra y el padre Coca; en Vélez quedó madre Magdalena como superiora.
Los primeros días en Málaga fueron duros. La casa era muy humilde y estaba muy sucia. A estas duras condiciones se tuvo que añadir el hecho que sor Visitación se escapó y volvió a Vélez. Allí se entrevistó con el alcalde y se ofreció a llevar el hospital. Madre Petra tuvo que ir tras sor Visitación para apaciguar los ánimos. No llegó a la población que se encontró a las dos religiosas que habían quedado en Vélez en el camino. Las habían expulsado con lo puesto. Madre Petra y madre Magdalena fueron al pueblo y se entrevistaron con el alcalde en presencia del párroco. Los ánimos se apaciguaron pero las religiosas marcharon para siempre de Vélez. A sor Visitación le fue quitado el hábito y el escudo de profesa.

### Las hostilidades de Málaga
La salida de Vélez enrareció el ambiente en Málaga. Eran poblaciones cercanas y los rumores se extendieron. Los niños y niñas no acudían a la escuela y los donativos eran inexistentes. Tan duro fue aquel primer tiempo que las religiosas comían de la caridad del Padre Coca. Finalmente este tuvo que plantear la posibilidad de abandonar a las religiosas para buscar una capellanía. Madre Petra y sus compañeras dormían en el suelo. Poco a poco con su trabajo y carácter se ganaron a las gentes del barrio y fueron integrándose paulatinamente.

### Ronda
Establecidas y aceptadas en Málaga, madre Petra empieza a plantearse fundar otra casa en Ronda. Ronda era una población cercana y el Padre Coca era natural de allí. Surgió la posibilidad de hacerse con la gestión de una fundación que impulsaba un párroco de la ciudad. El tema estaba bastante avanzado ya que el obispo había recomendado a la madre Petra para este trabajo.
La fundación era un hospital, hecho no agradó a madre Petra, que deseaba un asilo para desamparados; sin embargo, pensó que podía reconvertir la fundación.
El Hospital de Santa Bárbara estaba enclavado cerca de la Catedral de Santa María. A diferencia de Málaga, en Ronda la población se volcó con ellas y recibieron mucha ayuda y cariño.
La posibilidad de hacerse cargo de una fundación para desamparados le llegó de manos de Antonio Ruiz Higuero. Ruiz le expuso a madre Petra su deseo de fundar un asilo para desamparados y como las Hermanitas de los Pobres ya tenían uno en Ronda para ancianos le propuso a la Madre fundar un asilo para huérfanas. El benefactor se haría cargo del coste de la casa y de su manutención, tan solo pedía una condición: el asilo tenía que estar en el Convento de la Madre de Dios de religiosas Dominicas. Ruiz era pariente de la abadesa y había llegado a un acuerdo con ella, según el cual la congregación le entregaba una parte ruinosa del convento y unos jardines a cambio de arreglar el resto de edificios. El 19 de marzo de 1884 se inauguró el Asilo de San José para huérfanas en Ronda.

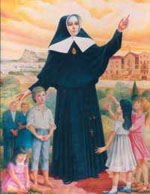
Tapiz que se situó en la plaza de San Pedro de la Ciudad del Vaticano durante la beatificación de la Madre Petra de San José. Existe una copia en el Real Santuario de San José de la Montaña, Barcelona.

Madre Petra convino la dirección del Hospital de Santa Bárbara con la construcción del asilo para huérfanas. En este periodo inició las visitas domiciliarias para atender a familias enfermas y necesitadas en su propia casa. Una vez abierto el asilo, añadió a su obra social clases gratuitas para externas.
Ahora es un colegio concertado llamado La Inmaculada y San José de la Montaña.

### Gibraltar
El 16 de julio de 1884 tomaron posesión oficial de la gestión del Hospital Gabino en Gibraltar, con misa oficiada por el obispo Gonzalo Canilla. La gestión del Gabino les vino de mano del párroco Gabriel Femenías, a quien madre Petra había conocido en un viaje anterior que había hecho con el fin de hacerse cargo de otro hospital, proyecto que no se realizó.
El inicio en Gibraltar fue especialmente duro para ella, ya que una sobrina suya decidió abandonar la congregación, hecho que podía suponer un escándalo en la época. Además, hubo problemas con los acogidos en el asilo, que no estaban acostumbrado a normas, y que, incluso, cada uno se cocinaba lo que deseaba. Las madres establecieron horarios y separaron a los acogidos por sexo y edades. A cargo de este asilo quedó madre Magdalena.

### Andújar
Durante la construcción del Asilo de San José para huérfanas en Ronda, madre Petra recibió carta de Andújar, Jaén, para hacerse cargo de un asilo, pero la construcción de Ronda y la organización de Gibraltar no le permitieron acudir inmediatamente.
En Adújar existía un asilo igual de caótico que el de Gibraltar que, además, tenía ventanas que comunicaban con la prisión, por lo que madre Petra estimó que había que cambiar de ubicación. Para ello escogió el antiguo convento de San Juan de Dios, que entonces albergaba una escuela pública y oficinas del ayuntamiento, donde 31 de enero de 1885 se inauguró el  Asilo de Andújar.

## Terremoto de Andalucía de 1884

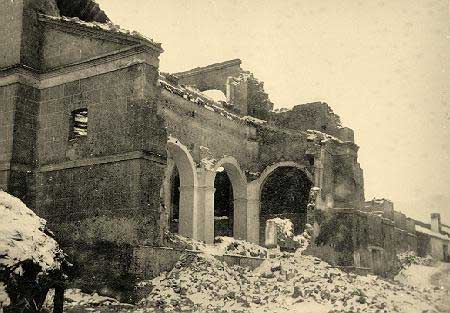
Ruinas De la Iglesia de Zafarraya tras el terremoto

La noche de Navidad de 1884 el suelo tembló en toda Andalucía. El terremoto tuvo una magnitud de entre 6,2 y 6,5 grados en la escala de Richter, y duró aproximadamente 10 segundos con un epicentro a entre 40 y 50 kilómetros bajo tierra, causando entre 1050 y 1200 víctimas, y alrededor del doble de heridos.
Madre Petra, que se encontraba en Andújar preparando la nueva fundación, tuvo que correr a Málaga, donde se puso en contacto con el obispo. Ofreció a acoger a todas las niñas huérfanas de la catástrofe en el antiguo convento de los capuchinos donde la Congregación tenía su noviciado ya que el antiguo se les había quedado pequeño. El convento capuchino abandonado fue donado a la Congregación por mediación de monseñor Gómez-Salazar.
El obispo, después de algunas dudas, acepta el ofrecimiento. Para gestionar los fondos económicos destinados a construir un asilo nuevo —ya que todas las instalaciones del antiguo convento, a excepción de la iglesia, habían sufrido grandes daños—, se estableció una junta administrativa; el obispado cedió unos terrenos en los Martiricos, donde según la tradición habían sufrido martirio los hermanos Ciriaco y Paula; además, Trinidad Grund, viuda de Heredia hizo un donativo en nombre de la exreina Isabel II.

## Primeras constituciones
El obispo de Málaga ordenó a madre Petra de San José a dejar por escrito las reglas de la nueva congregación, que fueron aprobadas el 20 de marzo de 1888 por monseñor Gómez-Salazar, ya arzobispo de Burgos.

## Madre Petra en Barcelona
Madre Petra llegó a Barcelona el 25 de noviembre de 1886, quien visitó primero la Iglesia de Belén, situada en las famosas Ramblas, en la que hay una imagen de la Virgen de los Desamparados. Las religiosas no conocían a nadie en la ciudad, y fueron acogidas por Dolores Badía, que vendía velas en la iglesia, en su casa de calle Perot Lladre 3, 4º-1.ª, donde vivía junto con su hija Mercedes Reisach Badía. A los pocos días las madres encontraron un piso de alquiler en la  calle Ataúlfo 12, propiedad de la baronesa de Almirall, dueña  del Castillo de El Papiol.
El 17 de enero del año siguiente, se trasladaron a la casa-torre El Puxet, del matrimonio Beltrand en el barrio de San Gervasio y ese mismo día  recibieron el permiso de la curia para la erección canónica de la comunidad en Barcelona. El día de San José inauguraron la capilla del Asilo de San Gervasio, en la que se colocó las imágenes de Nuestra Señora de los Desamparados y de San José. Por esta última que pagó 200 pesetas y se trata de la primera referencia que se tiene de la imagen que actualmente se encuentra en el Real Santuario de San José de la Montaña y que recibe miles de peregrinos cada año.

### Traslado del noviciado a Manresa y comienzo de las crónicas
El 23 de junio de 1887 solicitó el permiso para instalar el noviciado en Barcelona. La respuesta del prelado llegó el 16 de febrero del año siguiente. Madre Petra hizo llamar a las novicias que se encontraban en Málaga para hacer junto con las de la Ciudad Condal los ejercicios espirituales y preparar la inauguración, pero unos días antes de la ceremonia llegó notificación del prelado negando el permiso otorgado. Contrariada, por consejo de un sacerdote pidió permiso el 25 de abril de 1888 a monseñor Morgades, obispo de Vich, para trasladar el noviciado a Manresa, que le fue concedido el 13 de junio.
Un año más tarde, el 5 de junio de 1889, las madres Petra, Luisa Gonzaga y Josefa llegaron a la ciudad capital de la comarca del Bages para instalar el noviciado en la calle Àngel Guimerà, el que fue inaugurado el 31 de julio. La primera imposición de hábitos se hizo el 24 de septiembre a las novicias sores Asunción, Montserrat, Paula, María Rosa y Agustina.
El 27 de abril de 1890, día del patrocinio de San José, madre Petra comienza a escribir las crónicas de la Congregación.

## El asilo de Martos
A finales de 1886 las Madres de Desamparados conocieron a la marquesa de Blanco-Hermoso, que les propuso la gestión de un asilo que deseaba costear en la ciudad de Martos. Fundado el 4 de noviembre de 1887, el Asilo de San José estaba situado en el número 2 de la calle Dolores Escobedo; acogía a cuarenta ancianos de ambos sexos.

## Ignacio Verdós Maurí
Este abogado, que ocupaba la plaza de oficial jefe de Negociado de Ensanche en el Ayuntamiento de Barcelona, luego de conocer a madre Petra quedó totalmente cautivado por su carisma y  devoción, hasta el punto de dejar la abogacía y realizar estudios para el sacerdocio en Toledo.
Acompañó a Petra en su primer viaje a Roma; fue capellán de todos sus viajes y consejero en sus asuntos. Por su valioso apoyo, en cuando llegó el momento de la obra del Santuario, madre Petra lo llamaba su cirineo.

## El primer viaje a Roma
El 23 de marzo de 1891 Petra, acompañada de madre Natividad y del padre Ignacio Verdós, sale hacia Roma con el propósito de  presentar al Santo Padre las Reglas de la Congregación y obtener su aprobación laudatoria. Madre Petra llevaba cartas comendaticias de los obispos de las diferentes diócesis donde había casas de la Congregación.
Los primeros días rezó a San José en la iglesia de San Claudio; se entrevistó con los miembros de la Sagrada Congregación de Obispos y Regulares, entre ellos con su prefecto, el cardenal Isidoro Verga.
La víspera del Corpus fue recibida en audiencia pública por el papa León XIII. Al día siguiente oyó misa en el oratorio privado del sumo pontífice y recibió la comunión de sus manos.
A la espera del decreto papal, madre Petra visitó al cardenal Rampolla, secretario de Estado de León XIII, para comunicarle que quería solicitarle como protector del Instituto. El 17 de julio de 1891, algo más de tres meses desde su visita al Papa, obtuvo el decretum laudis a favor de la congregación.

## Últimos días
Comprendiendo que se acercaba su fin, madre Petra partió hacia Montserrat el 30 de julio de 1906: tenía 60 años y una diabetes muy avanzada. Acompañada por dos religiosas, el capellán del Real Santuario de San José de la Montaña y el joven Antonio Gili, marcha a cumplir la promesa de una novena que le había hecho a la Virgen de Montserrat por haberle concedido la posibilidad de pagar todas las deudas de la construcción del Santuario.

## Beatificación

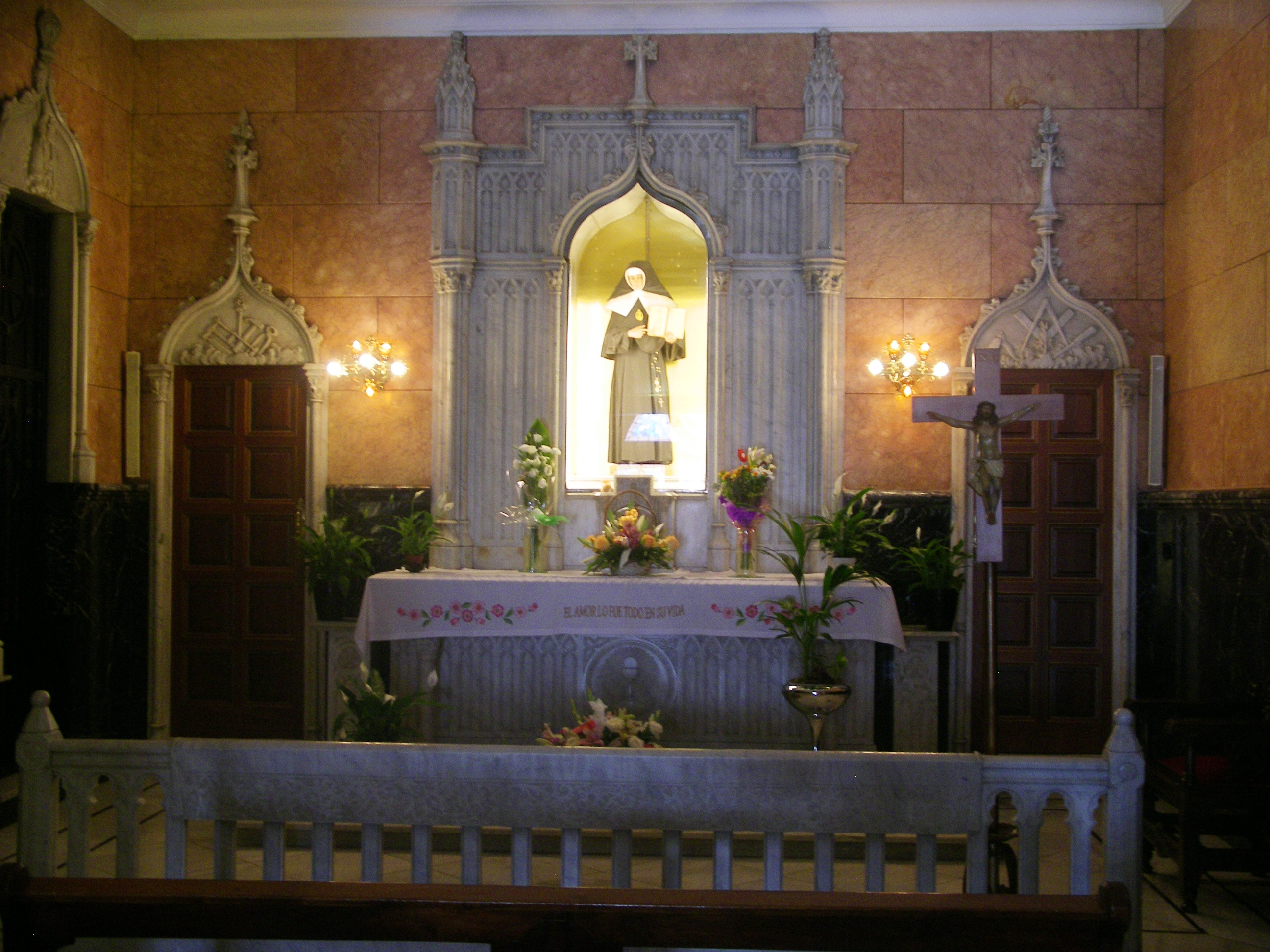
Imagen altar Petra san José

El proceso de canonización fue introducido en 1932 en la Curia de Barcelona. El 14 de junio de 1971, Pablo VI la nombró venerable por "su grado heroico en las virtudes teologales y cardinales, así como las relacionadas con aquellas". Veinte años más tarde se instruye el proceso canónico aportando el milagro ocurrido el 31 de julio de 1951 en Fuensanta de Martos, Jaén cuando Pastora López Moya dio a luz en su propia casa, asistida por una matrona. El niño nació bien, pero la placenta no fue expulsada y Pastora sufrió una grave hemorragia. Asistida por dos ginecólogos, le realizaron varias transfusiones, pero la paciente entró en shock. Según el relato de familiares, se encomendaron a Dios a través de la madre Petra y pusieron una pequeña estampa junto a la enferma. Se realizó una transfusión por insistencia familiar y la Pastora comenzó a recuperarse.
El reconocimiento de este milagro llevó a Juan Pablo II a nombrar beata a la madre Petra el 16 de octubre de 1994, a quien calificó de "gran mujer de corazón de fuego". El proceso de canonización sigue su curso para nombrar santa a la beata Petra de San José.

## Citas de otros personajes respecto a la Beata Petra
- Juan Pablo II: "Mujer de corazón de fuego".
- Matilde T. de Oiz: "Como la fuente pública donde se va a buscar agua sin tasa y sin medida, como si no se hubiese de agotar nunca… ella se daba, se daba sin economizarse… Era toda para todos, a imitación de su divino Maestro por quien le eran dulces las penas y amargas las alegrías. Alma gigante que se ahogaba en los estrechos horizontes mundanos.
- Padre escolapios Juan Colomer: "En madre Petra, la naturaleza hacía simpática y amable la virtud que en grado eminente atesoraba su alma. Y, en retorno, la virtud engalanaba y completaba la hermosura de su naturaleza, convirtiéndose así, en centro de una acción irresistible. Las gentes al tratarla recibían desde luego una presión de complacencia. A poco creían haber visto a una santa.
- Presbítero Francisco Coca: "Dios así la predestinó y favoreció y ella dichosa supo corresponder a tan singular elección. Viendo a dios las cosas y todas las cosas en Dios, andando con Dios desde el albor hasta el ocaso de su santa vida".
- Presbítero Ignacio Verdós: "La virtud de la caridad la ejerció en grado heroico, dándose toda a Dios y toda a los pobres en Dios y por Dios, entregándose a una vida de trabajo y sacrificio por ellos".[15]

## Reliquias
El 23 de julio de 1936 el Real Santuario de San José de la Montaña fue saqueado e incendiado y los restos de Madre Petra desaparecieron. Tras la Guerra Civil Española el Santuario volvió a ser ocupado por la Congregación Madres de Desamparados y San José de la Montaña, las religiosas encontraron el ataúd calcinado y dieron por perdidos los restos de Madre Petra.
En 1952 un moribundo confesó en su lecho de muerte a una religiosa Sierva de Jesús que él había participado en el incendio del Santuario en Barcelona y que habían robado los restos de Madre Petra. El enfermo explicó que destruyeron el ataúd debido a la fama que por aquel entonces tenía la religiosa en Barcelona y el gran número de peregrinos que acudían al Santuario a hacer sus peticiones a San José y que, como no lograron destruir los restos, al final los enterraron en un campo cercano a Puzol, Valencia.
Con motivo del centenario de la fundación de la Congregación, en 1981 se decidió investigar este hecho y lo puso en manos de la fiscalía. El caso concluyó con la exhumación del cuerpo encontrado en el lugar descrito por el moribundo, realizada en peesencia del arzobispo de Valencia, Miguel Roca Cabanellas, la madre general y el consejo de la Congregación, dos médicos y un notario civil.
Finalmente, el 11 de mayo de 1984, el cardenal Palazzini, prefecto de la Congregación, firmó el documento en el que se declara que los restos hallados en el campo cercano a Puzol son realmente los de la venerable Madre Petra de San José Pérez Florido.

## Reconocimientos

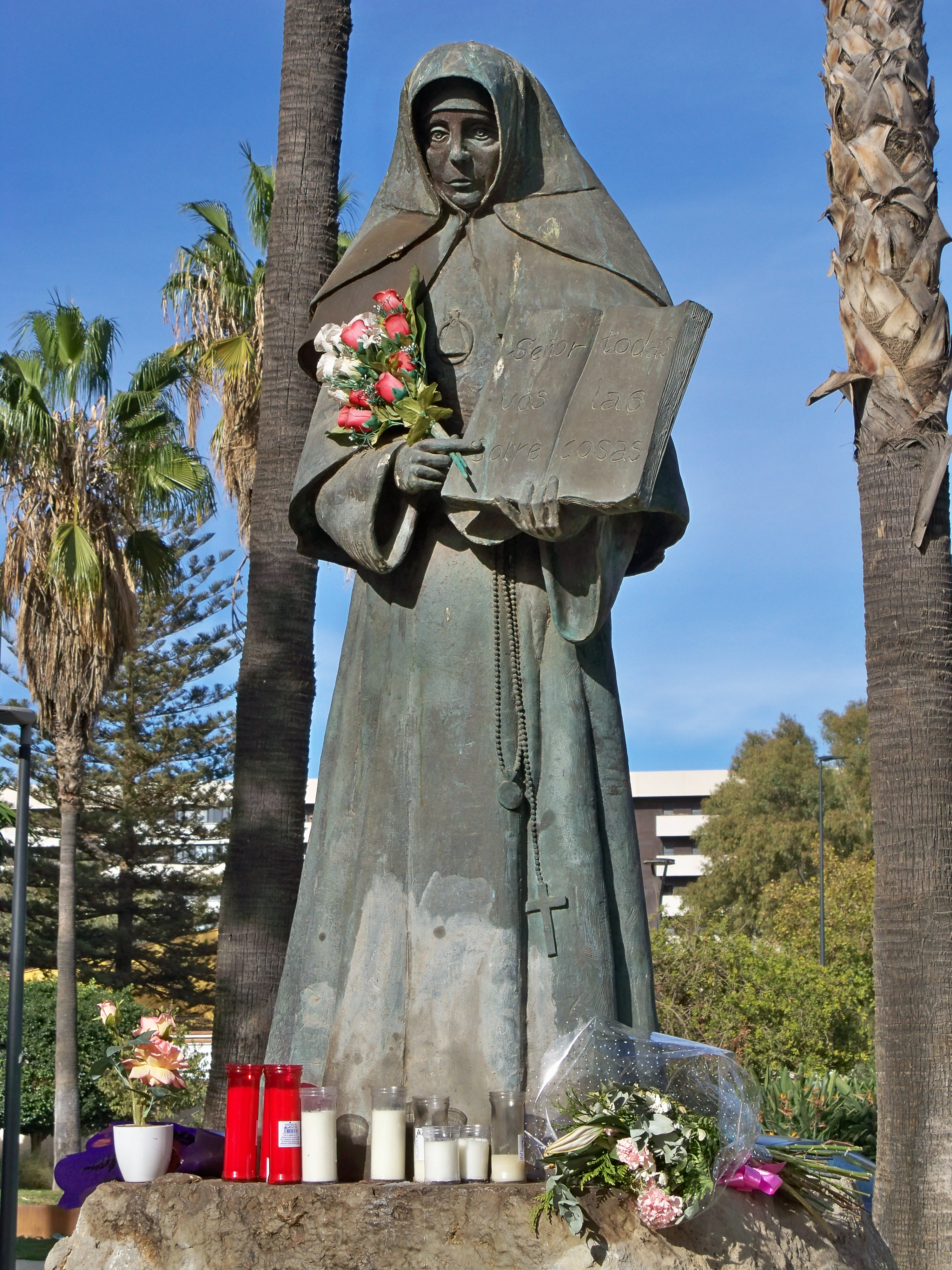
Estatua de Petra de San José en Málaga.

En 2006, la ciudad de Málaga dedicó una estatua conmemorativa a la memoria de Petra de San José en el barrio de La Trinidad con motivo del centenario de su muerte. La ejecución de la obra estuvo a cargo de Javier Casares y María Ortiz.

## Película
En 2021 se estrenó la película La misionera de San José, dirigida por Pablo Moreno, que cuenta la vida de la beata Petra de San José. La cinta rodada en la última etapa de la pandemia de Covid19 tuvo muchas restricciones a la hora de rodar en los escenarios reales de la vida de Madre Petra y se rodó en su mayoría en decorados.

### Reparto
- Marian Arahuetes ..... Petra de San José de joven
- Olga Mansilla ..... Petra de San José en el Real Santuario San José de la Montaña
- Asumpta Serna ..... Condesa de Corbos
- Wendy Gara ..... josefita

## Obra propia
- Beata Petra de San José: "Crónicas de la Congregación Caritativa de Madres de Desamparados". Valencia: Gráficas Soler, 1975. ISBN 84-920382-1-7